# Lampaseh Lhok
Lampaseh Lhok is een bestuurslaag in het regentschap Aceh Besar van de provincie Atjeh, Indonesië. Lampaseh Lhok telt 835 inwoners (volkstelling 2010).